# Milciades Manuel Mejía
Milciades Manuel Mejía Pimentel (Santo Domingo, 27 de noviembre de 1952 (72 años) es un naturalista, botánico, educador profesor de la Universidad Autónoma de Santo Domingo.

## Obra
- Coautor de la revisión de la Guía de los “Animales Protegidos”. Ed. Departamento de Vida Silvestre, Secretaria de Agricultura, 1980, 92 p.

- Jardín Botánico Nacional. 1994, Ed. Compugraf. 48 p. con el Lic. Ricardo García y Francisco Jiménez.

- Importancia de las plantas nativas y endémicas en la reforestación. 1997. Ed. Corrípio, Santo Domingo, 86 p. con el Lic. Ricardo García y Francisco Jiménez.

- Coautor y coordinador de la segunda edición ampliada y corregida del Diccionario Botánico de Nombres Vulgares de La Española, de la autoría del Dr. Alain Liogier, 2000; 598 p.

## Honores[3]

### Membresías
- Diciembre 1998: regular, y desde 2010- y continua: Pte. de la Academia de Ciencias de la República Dominicana.
- Diciembre 2005-2010: Vicepte. de la Academia de Ciencias de la República Dominicana.
- Diciembre 2010-Actual: Pte. de la Academia de Ciencias de la República Dominicana.

### Galardones y premios
- • Sociedad Dominicana de Bonsái, dedicó su XII exposición Santo Domingo, 2010.
- • Consorcio Ambiental Dominicano, CAD, 2007.
- • Ayuntamiento San José de Ocoa, 2009, declarado Munícipe Distinguido.
- • Revista Agropecuaria Nacional 2001.
- • Comisión Ejecutiva Ocoa, Provincia, 2001 Por su labor por ese logro.
- • Ayuntamiento Municipal de Azua y el Jardín Botánico Histórico y Cultural, Azua sept- 2007.
- • Universidad Autónoma de Santo Domingo dedicó el III Congreso de la Biodiversidad Caribeña, Santo Domingo, 2010.
- • Asociación de Sabanalarguenses Ausentes para el Desarrollo, julio 2009, por aportes a la provincia y la ciencia.
- • Los Empleados del Jardín Botánico Nacional, 2006. • Fundador Ecología Ocoeña Inc. FUNDECO, 1999. Por sus aportes a esta fundación.
- • Premio Ocoa 2006, 4ª versión.
- • Tanues: Turismo a nuestro Estilo, en el 2005.
- • Aportes al desarrollo entre el hombre y naturaleza.
- • Sociedad Ecológica del Cibao, SOECI, Inc. Por su aportes al legado natural, 1999.
- • Respetable y Benemérito Logia Restauración No. II, Inc. Puerto Plata. Singular modelo a imitar, Sept. 1999.
- • Fundación para el Desarrollo de la Ecología y la Vida-FUNDEVIDA -2002
- • Generación Ocoeña siglo XX, 2004

### Editor
- 1997- presente: editor de los Boletines del Jardín Botánico Nacional, Santo Domingo, y Noti-flora, del Dto. de Botánica

- Junio 1993- presente: editor de Moscosoa, revista científica del Jardín Botánico Nacional de Santo Domingo.
- La abreviatura «M.M.Mejía» se emplea para indicar a Milciades Manuel Mejía como autoridad en la descripción y clasificación científica de los vegetales.[4]